# Pedro de la Gasca
Pedro de la Gasca (juin 1485, Navarregadilla, Province d'Ávila, Espagne—13 novembre 1567, Sigüenza, Espagne) était un évêque espagnol de Palencia (1550-1561) et de Sigüenza (1561-1567), diplomate et le second Vice-roi du Pérou de 1546 à 1549.

## Biographie
Il sert sous Charles-Quint lors des pourparlers avec le pape Clément VII et est envoyé en 1546 comme Président de l'audience de Lima au Pérou dans le but de pacifier les troubles excités par Gonzalo Pizarro et réussit à rétablir le calme. A son retour, il obtient en récompense l'évêché de la Palencia. 